# Suborowo (obwód smoleński)
Suborowo (ros. Суборово) – wieś (ros. деревня, trb. dieriewnia) w zachodniej Rosji, w osiedlu wiejskim Ponizowskoje rejonu rudniańskiego w obwodzie smoleńskim.

## Geografia
Miejscowość położona jest 2,5 km od granicy z Białorusią, 2 km od drogi regionalnej 66A-4 (Dubrowo / 66K-30 – Uzgorki – granica z Białorusią / Kałyszki), 7,5 km od drogi regionalnej 66K-30 (Diemidow – Zaozierje), 10 km od centrum administracyjnego osiedla wiejskiego (sieło Ponizowje), 31 km od centrum administracyjnego rejonu (Rudnia), 84 km od Smoleńska.

## Demografia
W 2010 r. miejscowości nikt nie zamieszkiwał.

## Urodzeni w dieriewni
- Andriej Ignatowicz Truchow (1921–1994) – podporucznik, bohater Związku Radzieckiego (1945)[5]